# Ержишће
Ержишће (хрв. Eržišće, итал. Ersischie) је насељено место у општини Света Недеља, Истарска жупанија, Хрватска.

## Историја
До територијалне реорганизације у Хрватској било је у саставу старе општине Лабин.

## Становништво
У попису становништва из 2011. године, Ержишће је имало 54 становника.
| Број становника према пописима | Број становника према пописима | Број становника према пописима | Број становника према пописима | Број становника према пописима | Број становника према пописима | Број становника према пописима | Број становника према пописима | Број становника према пописима | Број становника према пописима | Број становника према пописима | Број становника према пописима | Број становника према пописима | Број становника према пописима | Број становника према пописима | Број становника према пописима |
| ------------------------------ | ------------------------------ | ------------------------------ | ------------------------------ | ------------------------------ | ------------------------------ | ------------------------------ | ------------------------------ | ------------------------------ | ------------------------------ | ------------------------------ | ------------------------------ | ------------------------------ | ------------------------------ | ------------------------------ | ------------------------------ |
| 1857                           | 1869                           | 1880                           | 1890                           | 1900                           | 1910                           | 1921                           | 1931                           | 1948                           | 1953                           | 1961                           | 1971                           | 1981                           | 1991                           | 2001                           | 2011                           |
| 0                              | 0                              | 88                             | 145                            | 171                            | 159                            | 0                              | 0                              | 147                            | 144                            | 123                            | 93                             | 79                             | 71                             | 58                             | 54                             |

Напомена: Године 1857, 1869, 1921. и 1931. подаци су садржани у насељу Пломин (Кршан). До 1991. исказивано под именом Ржишће, а 1890. исказивано под именом Брсишће.